# Tombes de Kasubi
Les Tombes de Kasubi, dels Reis de Buganda, es troben als turons del districte de Kampala d'Uganda.

## Descripció

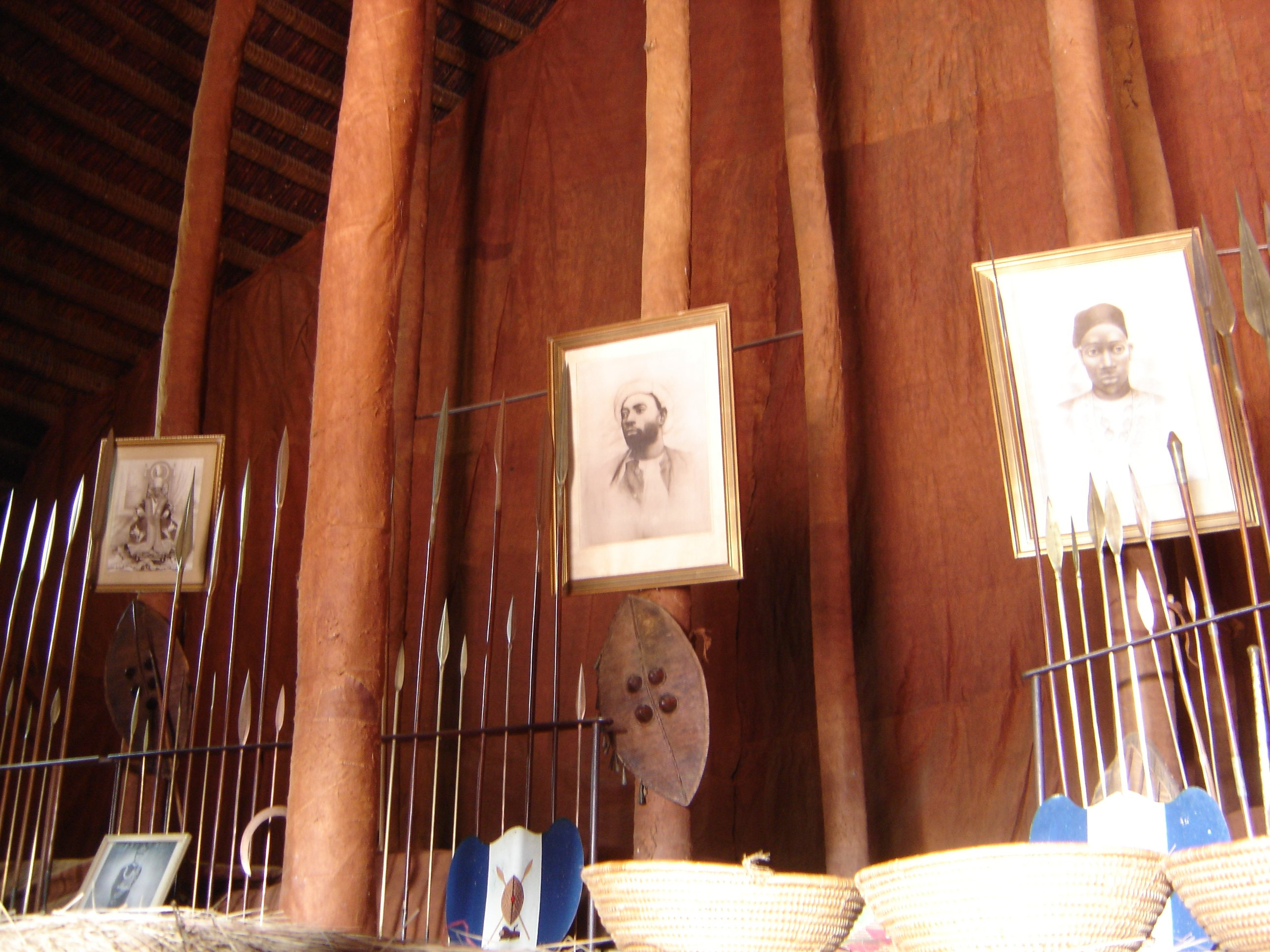
Homenatge als reis difunts

Quatre tombes reials es troben a l'edifici anomenat Muzibu Azaala Mpanga, de forma circular i cobert amb una cúpula de palla. És considerat un important centre espiritual, que atrau al voltant de 30.000 visitants a l'any.  Les tombes estan incloses en la Llista del Patrimoni Mundial de la UNESCO des de l'any 2001. Es consideren restes exemplars de l'arquitectura ganda.

## Tombes
Les Tombes dels Reis de Buganda a Kasubi es van construir el 1881. També es coneixen com a Tombes de Ssekabaka, i són quatre tombes reials on hi ha soterrats els avantpassats Kabaka, que són:
- Mutesa I (1835–1884);
- Mwanga II (1867–1903);
- Daudi Chwa II (1896–1939);
- Mutesa II (1924–1969).

## Desastre de març de 2010

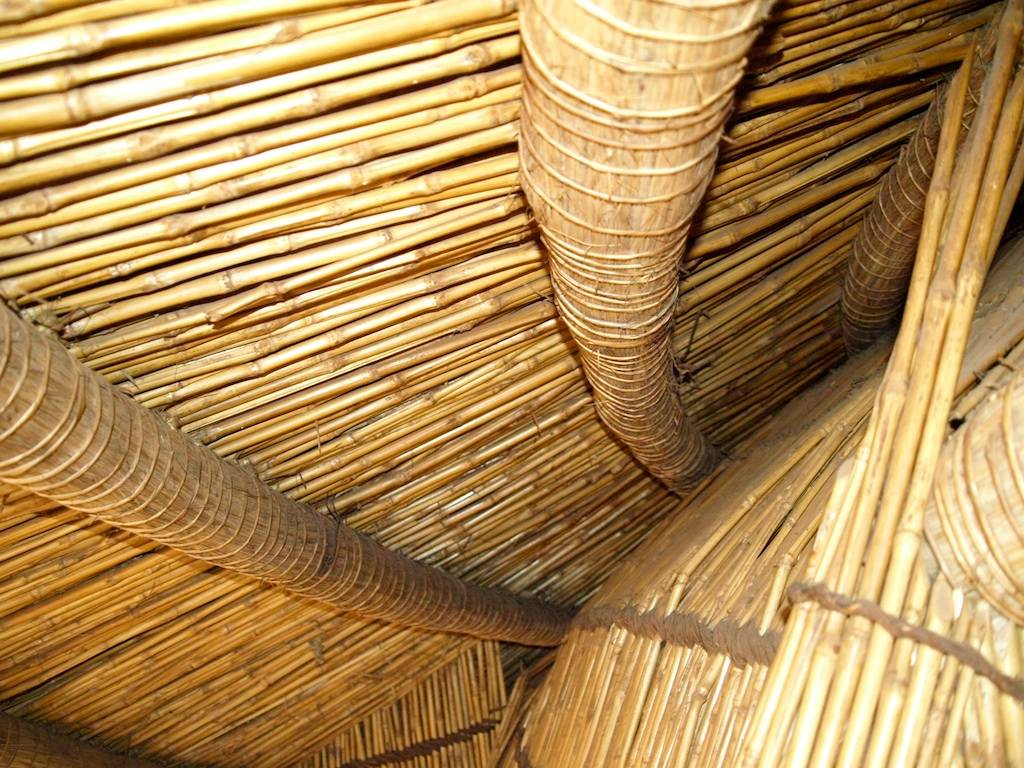
Vulnerabilitat del marc

El 16 de març del 2010 l'edifici principal fou gairebé destruït per un incendi d'origen desconegut, "molt probablement intencionat». L'incident va enfadar els partidaris del rei Ronald Mutebi II, fill de Mutesa II, que en van culpar el govern i es van enfrontar amb la policia. Tres persones van perdre la vida en un tiroteig. Tot i que s'hi van destruir objectes valuosos, com ara regals rebuts de la reina Victòria, les restes dels quatre antics reis que hi eren enterrats sota el mausoleu no van ser tocades.
El 29 de juliol del 2010, la UNESCO va anunciar que el lloc seria reconstruït després d'haver-lo situat en la Lllista del Patrimoni Mundial de la  Humanitat en perill. El 12 de setembre del 2023, durant la 45 sessió del Comité del Patrimoni Mundial, el monument fou esborrat d'aquesta llista després dels treballs de restauració duts a terme pel govern d'Uganda i la UNESCO.